# Set Mattsson
Set Uno Johan Mattsson, född 13 juni 1956 i Malmö, är en svensk journalist och författare. Mattsson arbetade som sjuksköterska innan han utbildade sig till journalist och började skriva. Mattsson debuterade som kriminalförfattare 2012 med boken Ondskans pris.